# Piazzali
Piazzali est une commune française située dans la circonscription départementale de la Haute-Corse et le territoire de la collectivité de Corse. Elle appartient à l'ancienne piève d'Alesani.

## Géographie

### Situation
Piazzali est située dans la microrégion de l'Alesani, dans la région de Cervione. Elle a appartenu à l'ancienne piève d'Alesani.
Elle est l'une des vingt-trois communes du canton d'Orezza-Alesani, à l'est de la Corse et en plein cœur de la Castagniccia, un territoire couvert comme son nom l'indique, par une forêt de châtaigniers. Piazzali est adhérente au parc naturel régional de Corse dans son « territoire de vie » Castagniccia.
Mgr Giustiniani, évêque de Nebbio de 1521 à 1530, donnait en son temps la description suivante :

« C'est encore dans cette partie [de la côte intérieure, c'est-à-dire celle qui se trouve comprise entre le Tavignano, le Golo et la mer à l'est] que se trouve la piève d'Alesani, qui a un autre couvent de Mineurs et renferme dix-sept villages ; les plus connus sont ceux de Pietricaggio et de l'Ortale, à cause des familles de caporaux qui les habitent. Cette piève qui contient quatre cent quatre-vingt-seize feux  est traversée par une rivière qui prend sa source dans les montagnes des Calvelle, situées dans la piève d'Alesani. Dans le pays on l'appelle rivière de Busso ; mais plus près de la mer, lorsqu'elle est entrée dans la piève de Campoloro, elle perd tout à fait son nom et s'appelle la rivière d'Alesani. Cette piève produit beaucoup de châtaignes, des céréales et du vin en assez grande quantité. Les habitants sont pour la plupart cultivateurs, aujourd'hui surtout, depuis que le pays a été, pendant les dernières guerres, brûlé et saccagé par les Génois, et qu'ils se trouvent ainsi réduits à la pauvreté. »

— Mgr Justiniano in Dialogo nominato Corsica, traduction Lucien Auguste Letteron in Histoire de la Corse, Description de la Corse - Tome I, p. 37
Communes limitrophes

### Géologie et relief
Piazzali se situe dans la Corse schisteuse au nord-est de l'île, dans le massif du San Petrone.
C'est une commune de moyenne montagne, sans façade maritime, dominée à l'ouest par la pointe de l'Orsaja (1 438 m), et un peu plus au nord-ouest, par la punta Ventosa (1 686 m) et la punta di Caldane (1 724 m) sur la dorsale limitant à l'ouest la Castagniccia. Son point le plus haut (602 m), se trouve au pied de la pointe de l'Orsaja, sommet « à cheval » sur Pietricaggio, Perelli et Pianello.
Son relief comporte plusieurs vallons, qui sont parcourus par autant de cours d'eau tributaires de l'Alesani. Trois promontoires, d'une altitude avoisinant les 500 m, sont surmontés de constructions : le couvent d'Alesani, le village de Piazzali et l'ancien couvent au lieu-dit Convento vecchio.

### Hydrographie
Quoique de superficie réduite (la plus petite de Corse), la commune possède un réseau hydrographique dense. Les deux principaux cours d'eau : le ruisseau de Lavandaja au nord, qui délimite Piazzali de Perelli, et le ruisseau de Piobbo au sud, sont deux affluents de la rivière d'Alesani (ou rivière du Busso).

### Climat et végétation
La commune bénéficie des conditions climatiques tempérées et humides caractéristiques de la Castagniccia (cumuls de précipitations compris entre 1 000 et 1 500 mm par an). Aussi le territoire est très vert, avec un sol bien drainé. La couverture végétale, arborescente, est dominée par des châtaigneraies, le plus souvent présentes sous forme de vergers ou de taillis, avec des chênaies. La hêtraie, élément important dans le paysage de Castagniccia, n'est point présente en raison de la faible altitude de Piazzali.
De petites ripisylves arborescentes longent les différents cours d’eau.

### Voies de communication et transports

#### Accès routiers
Une seule route donne accès au village de Piazzali : la D.317 qui démarre à l'ouest de la D.17 reliant Perelli à Novale, et rejoint au nord la D.217 permettant de relier Perelli ou Valle-d'Alesani.

#### Transports
Il n'existe pas de ligne de chemins de fer en Castagniccia. La gare la plus proche se trouve à Lucciana et est distante de 54 km.
Les port et aéroport les plus proches sont ceux de Bastia, respectivement à 71 km et à 53 km.

## Urbanisme

### Typologie
Au 1er janvier 2024, Piazzali est catégorisée commune rurale à habitat très dispersé, selon la nouvelle grille communale de densité à sept niveaux définie par l'Insee en 2022.
Elle est située hors unité urbaine et hors attraction des villes,.

### Occupation des sols
L'occupation des sols de la commune, telle qu'elle ressort de la base de données européenne d’occupation biophysique des sols Corine Land Cover (CLC), est marquée par l'importance des forêts et milieux semi-naturels (100 % en 2018), une proportion identique à celle de 1990 (100 %). La répartition détaillée en 2018 est la suivante : 
forêts (100 %). L'évolution de l’occupation des sols de la commune et de ses infrastructures peut être observée sur les différentes représentations cartographiques du territoire : la carte de Cassini (XVIIIe siècle), la carte d'état-major (1820-1866) et les cartes ou photos aériennes de l'IGN pour la période actuelle (1950 à aujourd'hui).

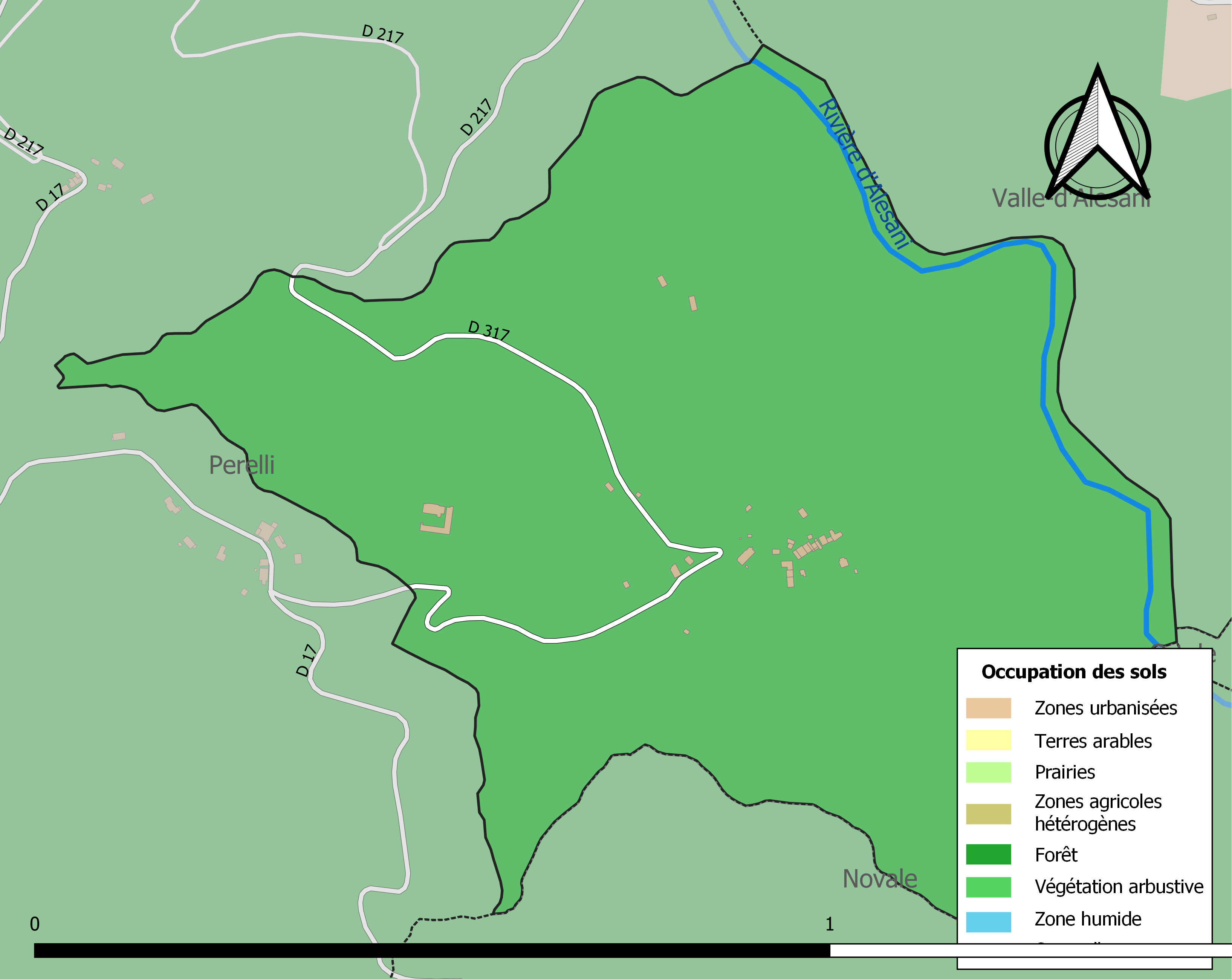
Carte des infrastructures et de l'occupation des sols de la commune en 2018 (CLC).

## Toponymie
Le toponyme complet est I Piazzali et signifie espaces dégagés, lieux de travail aplanis.

## Histoire

### Temps modernes
- 1520 - À cette époque, la piève d'Alesani comptait environ 1 250 habitants. Elle avait pour lieux habités : Biduletto, lo Petricagio, li Perelli, la Novale, l’Ortale, Castagneto, Felce, Tarrano. Piazzali n'est pas cité[9].
- 1736 - Le 15 avril, Théodore de Neuhoff, baron de Westphalie débarqué le 12 mars à Aleria, est couronné roi de Corse dans le couvent d'Alesani par les chefs de l'insurrection contre la république de Gênes (Giafferi, Ceccaldi, Costa, Albertini et Hyacinthe Paoli)[10].

### Époque contemporaine
- 1954 - Piazzali qui comptait 51 habitants, formait le canton de Valle d'Alesani avec les communes de Felce, Novale, Ortale, Perelli, Pietricaggio, Piobetta, Tarrano et Valle-d'Alesani.
- 1973 - Le nouveau canton d'Orezza-Alesani est créé avec la fusion imposée des anciens cantons de Piedicroce et Valle d’Alisgiani.

## Politique et administration

### Liste des maires
| Période                                  | Période  | Identité            | Étiquette | Qualité                    |
| ---------------------------------------- | -------- | ------------------- | --------- | -------------------------- |
| avant 1981                               | ?        | Jacqueline Césarini | DVG       |                            |
| mars 2008                                | En cours | Marc Tartuffo       | UMP-LR    | Retraité Fonction publique |
| Les données manquantes sont à compléter. |          |                     |           |                            |

## Population et société

### Démographie
L'évolution du nombre d'habitants est connue à travers les recensements de la population effectués dans la commune depuis 1800. Pour les communes de moins de 10 000 habitants, une enquête de recensement portant sur toute la population est réalisée tous les cinq ans, les populations de référence des années intermédiaires étant quant à elles estimées par interpolation ou extrapolation. Pour la commune, le premier recensement exhaustif entrant dans le cadre du nouveau dispositif a été réalisé en 2004.

En 2022, la commune comptait 19 habitants, en évolution de +11,76 % par rapport à 2016 (Haute-Corse : +5,15 %, France hors Mayotte : +2,11 %).
| 1800 | 1806 | 1821 | 1831 | 1836 | 1841 | 1846 | 1851 | 1856 |
| ---- | ---- | ---- | ---- | ---- | ---- | ---- | ---- | ---- |
| 70   | 82   | 72   | 55   | 75   | 90   | 111  | 122  | 120  |

| 1861 | 1866 | 1872 | 1876 | 1881 | 1886 | 1891 | 1896 | 1901 |
| ---- | ---- | ---- | ---- | ---- | ---- | ---- | ---- | ---- |
| 83   | 82   | 99   | 104  | 101  | 102  | 85   | 80   | 91   |

| 1906 | 1911 | 1921 | 1926 | 1931 | 1936 | 1946 | 1954 | 1962 |
| ---- | ---- | ---- | ---- | ---- | ---- | ---- | ---- | ---- |
| 77   | 92   | 87   | 101  | 94   | 114  | 58   | 51   | 56   |

| 1968 | 1975 | 1982 | 1990 | 1999 | 2004 | 2006 | 2009 | 2014 |
| ---- | ---- | ---- | ---- | ---- | ---- | ---- | ---- | ---- |
| 39   | 38   | 33   | 11   | 13   | 15   | 13   | 16   | 17   |

| 2019 | 2022 | - | - | - | - | - | - | - |
| ---- | ---- | - | - | - | - | - | - | - |
| 19   | 19   | - | - | - | - | - | - | - |

### Enseignement
L'école primaire publique la plus proche se situe à Cervione, distante de 19 km environ. Les collège (Collège Pescetti-Philippe) et lycée (lycée Pascal-Paoli) publics les plus proches se situent respectivement à Cervione, et à Corte distant de 58 km.

### Santé
Le plus proche hôpital est le centre hospitalier de Corte-Tattone distant de 58 km. On trouve des médecins et une pharmacie à Cervione, un cabinet de kinésithérapie à Valle-di-Campoloro, un autre d'infirmiers à Cervione.

### Cultes
L'église conventuelle qui est la paroisse, relève du diocèse d'Ajaccio.

## Culture locale et patrimoine

### Lieux et monuments

#### Le couvent d'Alesani

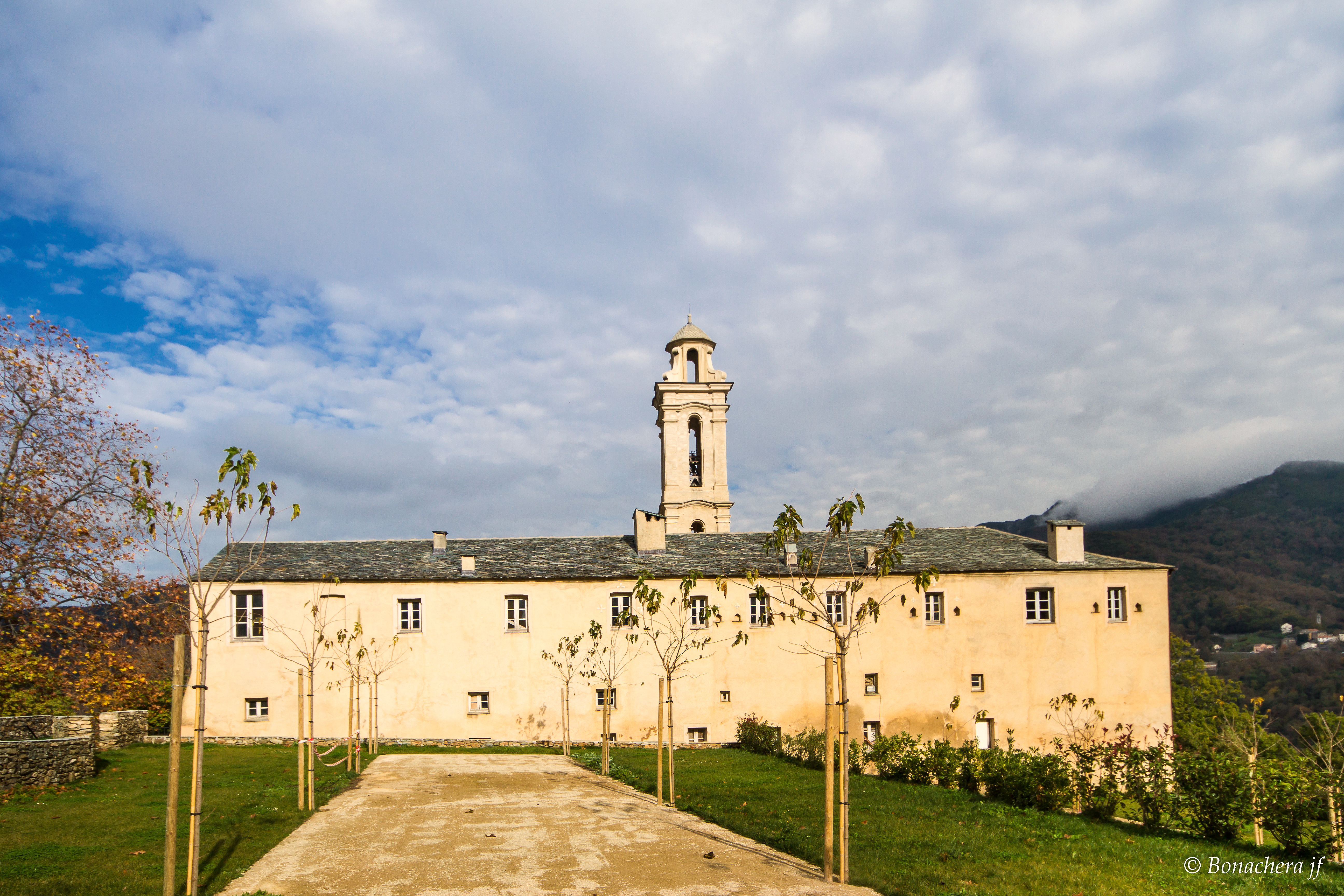
Vue du couvent depuis le chemin d'accès.

Ancien couvent Saint-François (U Cunventu d'Alisgiani), il avait été fondé en 1236 sur la commune de Novale, en retrait de son emplacement actuel. Il a été reconstruit en 1354, puis remanié, agrandi en 1716. Il a été récemment restauré.
C'est dans ce couvent de franciscains que le 15 avril 1736, le baron Théodore de Neuhoff est proclamé roi par les Corses. Le roi et son peuple y ont prêté serment d'observer la nouvelle constitution dite "d'Alesani".
C'est le haut-lieu, au XIVe siècle, de la répression des Giovannali, mouvement de "spirituels franciscains", en lutte contre l'évêque d'Aleria.
L'ancien couvent de Valle d'Alesani a été classé Monument historique par arrêté du 21 février 1983.
À côté de la porte de la façade occidentale, dans le petit carré, la tombe du père Gabriel, tué à la suite d’un terrible orage en 1943 et l'effondrement du clocher de l’aile Est.

### Patrimoine culturel
L'ancien couvent Saint-François renferme huit œuvres classées Monuments historiques, toutes propriété de la commune :
- Dans l'église conventuelle paroissiale :
  - retable, tableau Saint François remettant un bouquet de fleurs à l'Enfant Jésus, en stuc peint et toile du XVIIIe siècle[17] ;
  - retable, présentoir de la Vierge à la cerise, stuc peint, doré, du XVIIIe siècle[18] ; l'huile sur panneau de bois est attribuée à Sano di Pietro et date de 1445
- Dans la chapelle du couvent :
  - tableau Christ en croix, peinture à l"'huile sur toile, limite XVIIIe et XIXe siècles[19] ;
  - tableau Saint Pancrace, sainte Lucie, saint Blaise et saint André, peinture à l'huile sur toile, limite XVIIe et XVIIIe siècles[20] ;
  - tableau Vierge à l'Enfant dite la Vierge à la Cerise, panneau bois peint du XIVe siècle[21] ;
  - chaire à prêcher (cuve), soutenue par une colonne torse à chapiteau portant des feuilles d'acanthe. Elle se compose de quatre panneaux sculptés, séparés par de petites colonnettes torses, en bois taillé, du début XVIIIe siècle[22] ;
  - stalles du chœur en bois taillé, première moitié du XVIIIe siècle[23] ;
  - meuble de sacristie daté de 1665, en bois taillé[24].

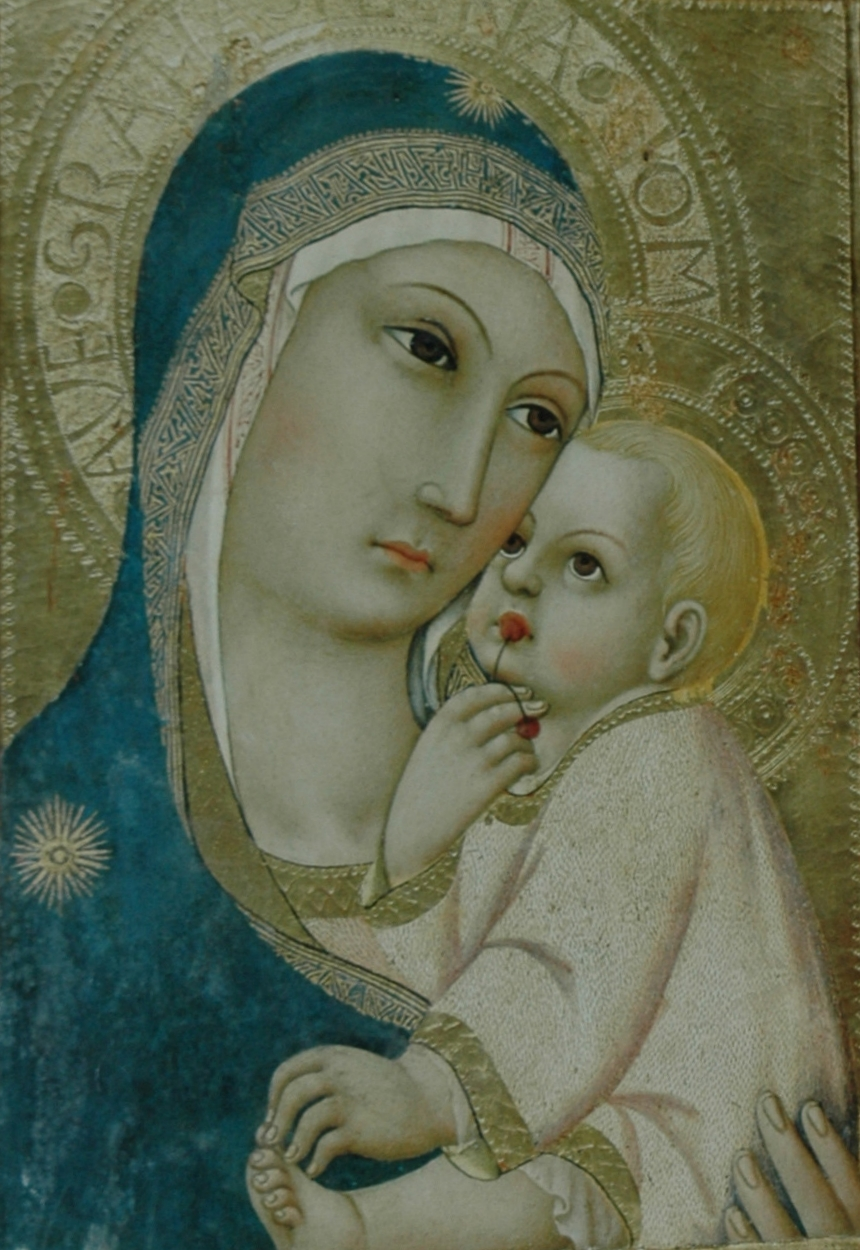
Tableau Vierge à la Cerise
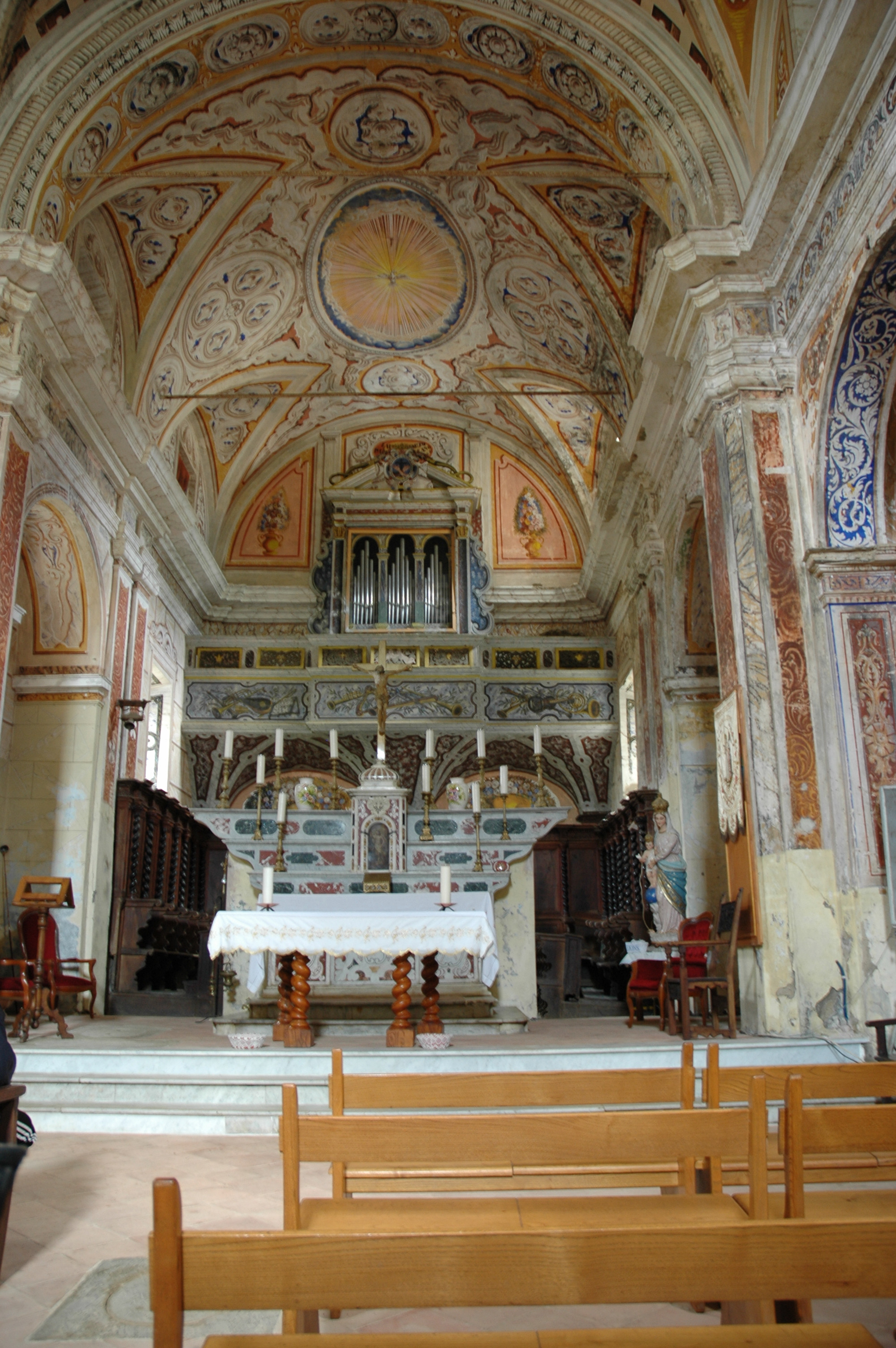
Chœur de l'église conventuelle.
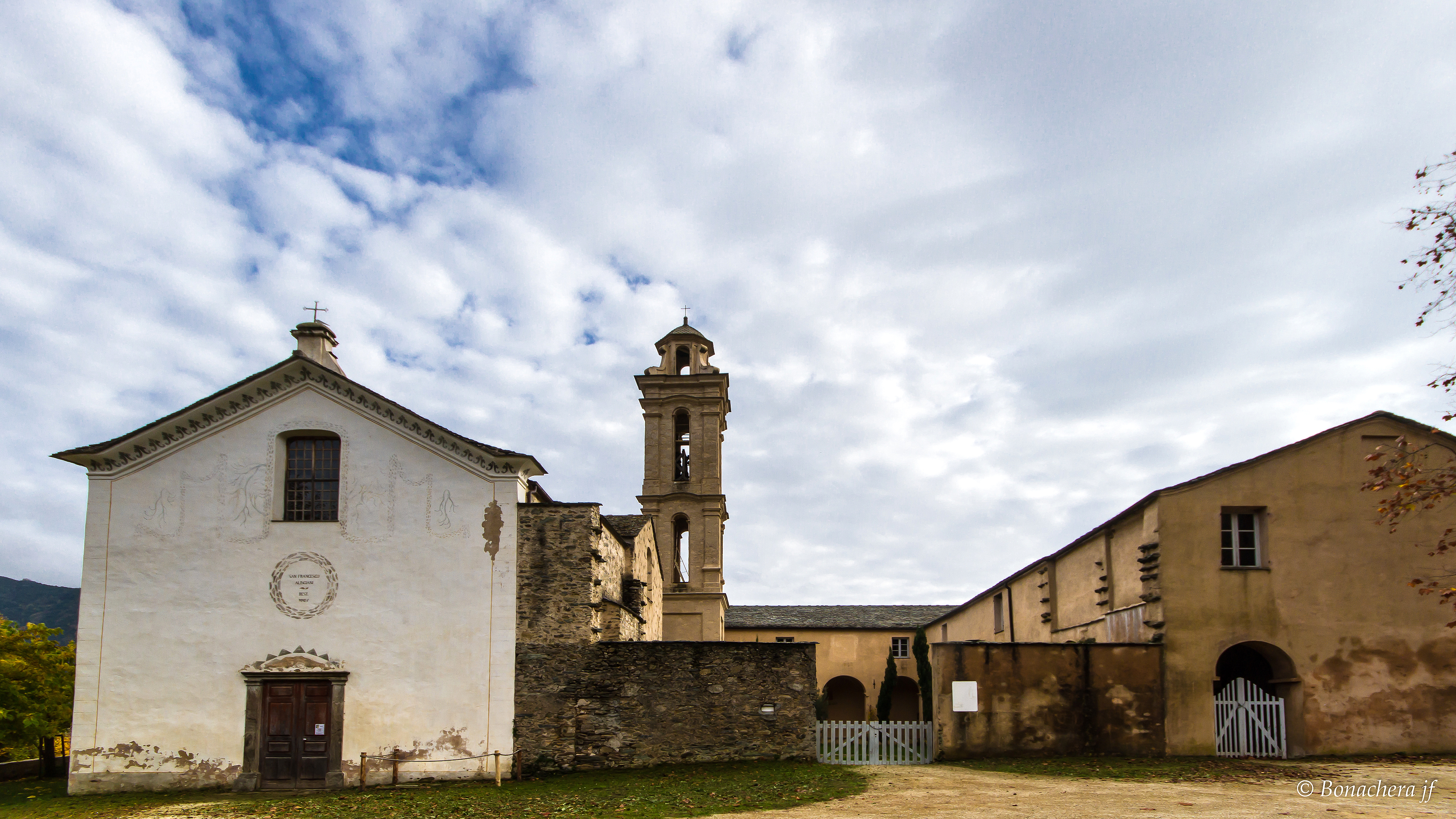
Façade Ouest, avec la mention de la restauration (REST. MMIV).
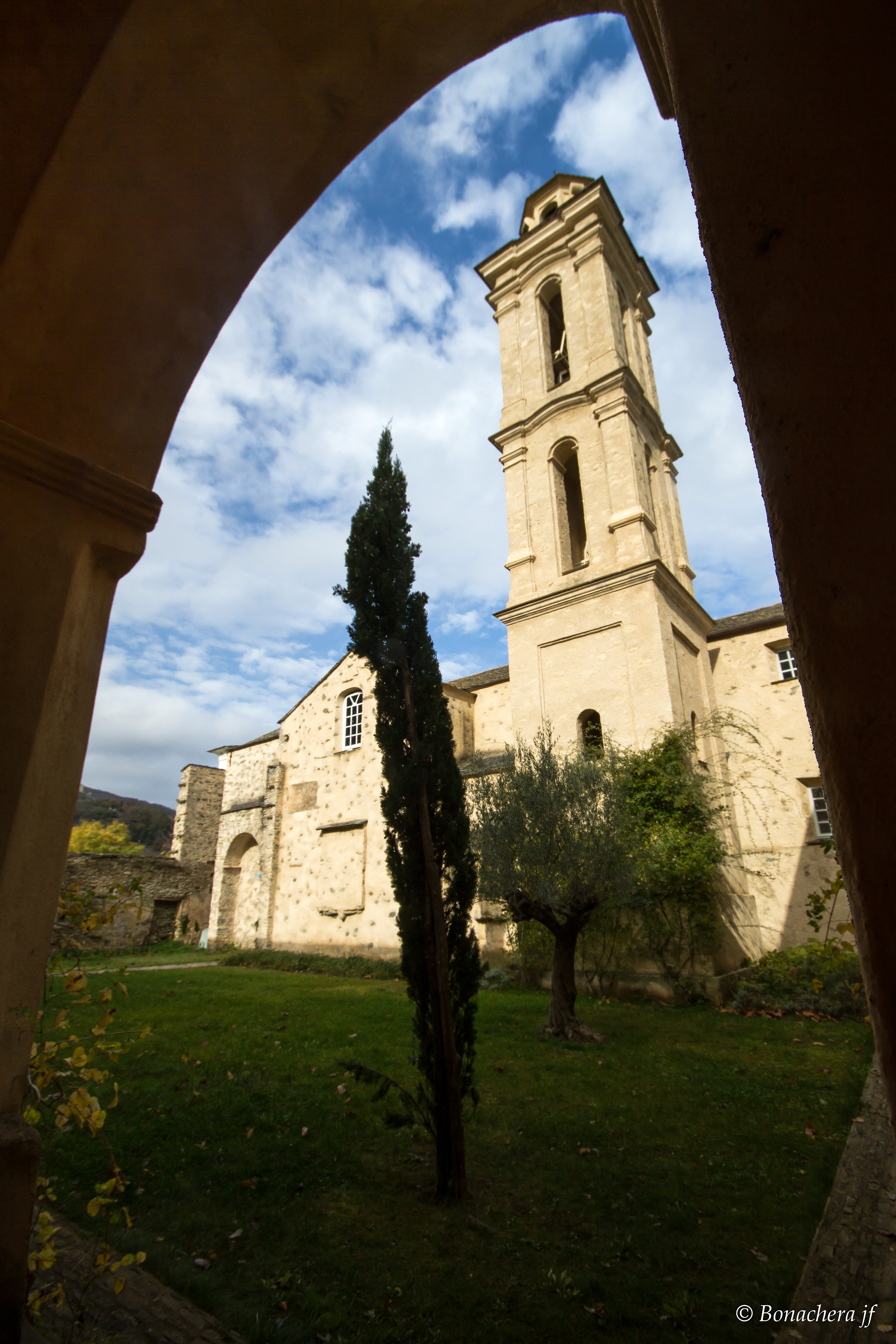
Le cloitre.

### Patrimoine naturel

#### Parc naturel régional
Piazzali est une commune adhérente au parc naturel régional de Corse, dans son « territoire de vie » appelé Castagniccia.

#### ZNIEFF
La commune est concernée par une zone naturelle d'intérêt écologique, faunistique et floristique de 2e génération :
Châtaigneraies de la Petite Castagniccia
Piazzali fait partie des quarante-trois communes concernées par la zone qui couvre une superficie totale de 10 559 ha. Cette zone s'étend sur le territoire appelé localement « la petite Castagniccia », dont 60 % sont couverts par les châtaigneraies. Elle fait l'objet de la fiche ZNIEFF 940004146 - Châtaigneraies de la Petite Castagniccia.

### Personnalités liées à la commune
- Baron Théodore de Neuhoff, proclamé roi de Corse le 15 avril 1736, au couvent d'Alesani.